# 犬鳴水壩
犬鳴水壩是位於日本福岡縣宮若市犬鳴地區，遠賀川支流犬鳴川上游的水壩，由福岡縣負責管理。
水壩採重力壩形式，霸高76.5公尺，可調節犬鳴川水量以協助下游地區的水利使用；犬鳴水壩形成的人工湖泊以過去曾提案在犬鳴地區興建犬鳴御別館的福岡藩家老加藤司書之名命名為「司書之湖」。
山陽新幹線在宮若市和久山町之間有一段穿越犬鳴山的「福岡隧道」，正好通過犬鳴水壩的正下方。

## 歷史
在犬鳴水壩興建前，現在的水庫位置過去曾是犬鳴谷村的主要聚落，因此大部分居民都在1986年遷居至東側的脇田聚落，原聚落的位置在1994年水壩啟用後沒於水中。

## 犬鳴村傳說
由於鄰近都市傳說犬鳴村傳說所指稱的犬鳴隧道，2000年又曾在此發生殺人後棄屍，且最終成為懸案，因此犬鳴村傳說經過穿鑿附會後常常會衍伸出許多關於犬鳴水壩的都市傳說。

## 外部連結
- （日語） 犬鳴水壩 （页面存档备份，存于） - 財團法人日本水壩協會